# March Against Monsanto

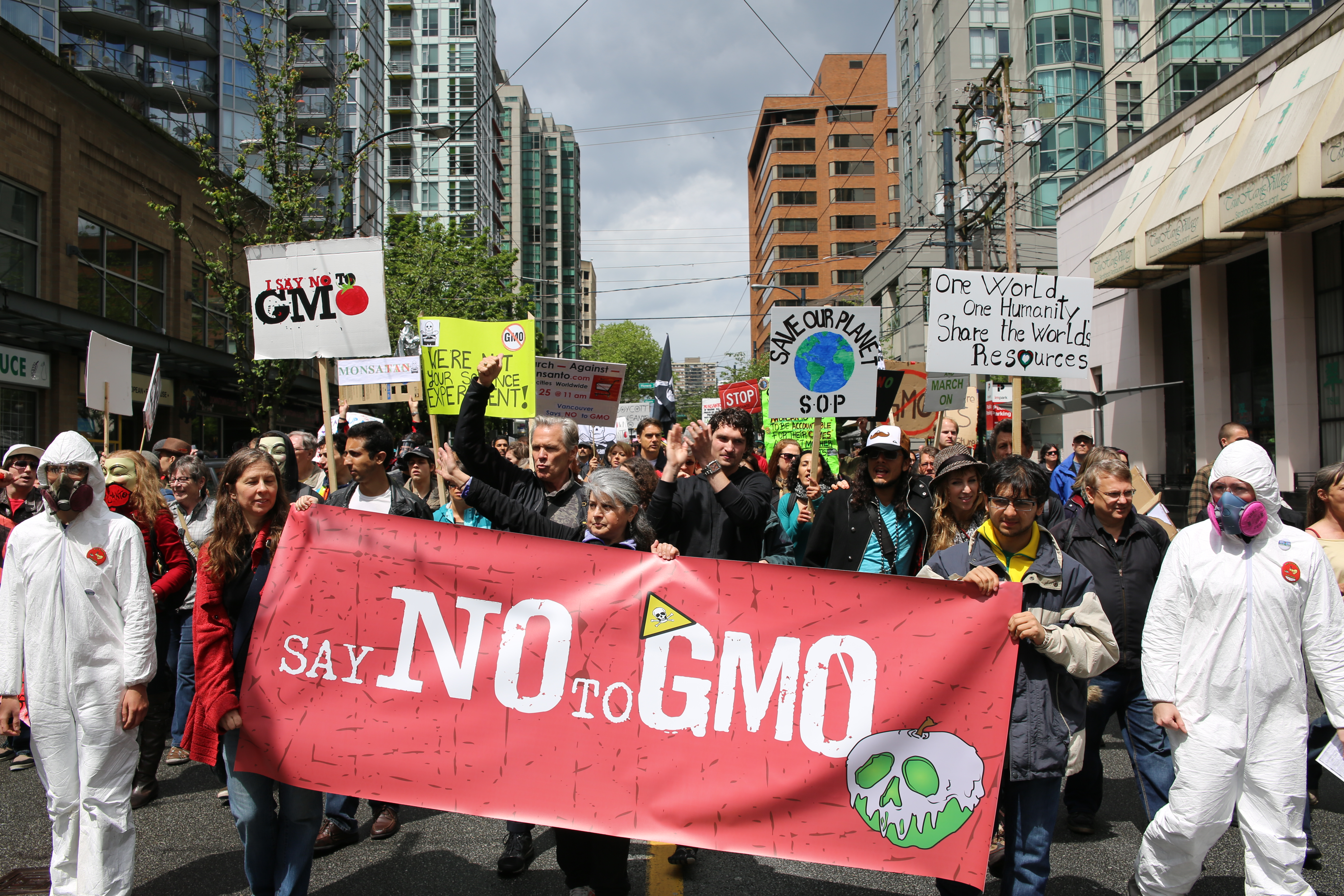
March Against Monsanto, Vancouver, Kanada, 25 maj 2013

March Against Monsanto (MAM) är en internationell proteströrelse mot det multinationella företaget Monsanto och mot genmodifierade grödor.

## Bakgrund

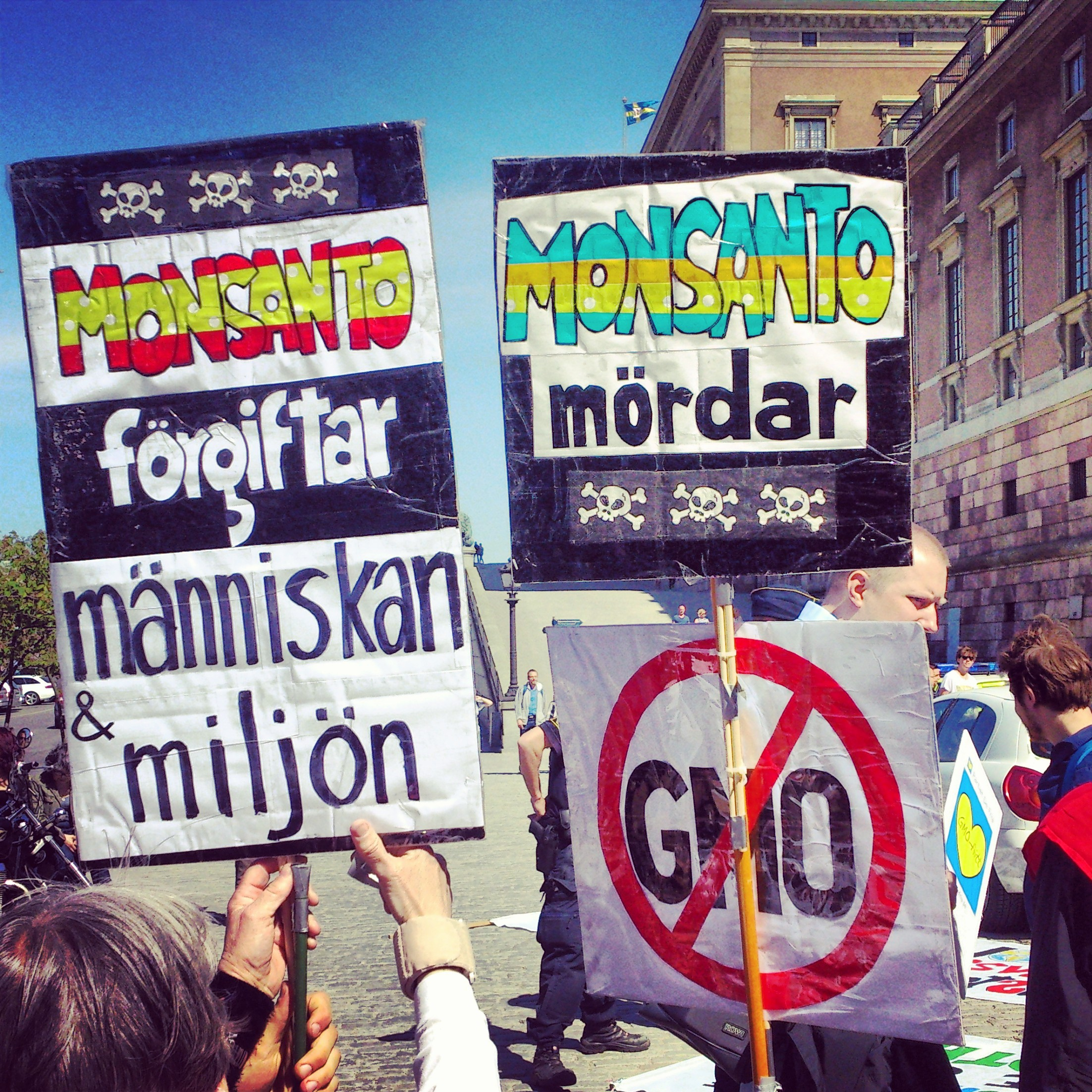
March Against Monsanto i Stockholm, 25 maj 2013.

March Against Monsanto grundades av Tami Monroe Canal, Utah. Rörelsen har kritiserats för att ha svag vetenskaplig grund och vara ovillkorligt emot GMO.

## 25 maj 2013

March Against Monsanto framför Monsanto Lobbying HQ, Washington DC

Demonstrationerna den 25 maj ägde rum i minst 436 städer i 52 länder runtom i världen. Enligt RT deltog omkring två miljoner människor, ett antal som också CNN rapporterade om dock utan möjlighet att kunna verifiera.